# Killer Queen
«Killer Queen» es una canción de la banda inglesa de rock Queen incluida en su álbum Sheer Heart Attack. Escrita por el vocalista Freddie Mercury, fue el primer sencillo de esta banda en llegar al segundo puesto en la UK Singles Chart y al duodécimo en las listas estadounidenses. Como doble lado A posee «Flick of the Wrist», que no llegó a entrar en ninguna lista. En 1986, figuró como lado B del sencillo «Who Wants to Live Forever». 
Mercury declaró en una entrevista que la escribió en un piano. La grabación presenta un acompañamiento armónico creado mediante la superposición de varias cintas, de la misma manera que el solo de guitarra interpretado por Brian May. «Killer Queen» ganó el Premio Ivor Novello a la mejor composición en 1975, un año después de su lanzamiento como sencillo. La canción figura además en los videojuegos Guitar Hero, Rock Band y SingStar Queen.
En la canción, Freddie, Brian, y Roger Taylor utilizan sus voces en el estribillo. Mercury, además, toca el piano.

## Historia y grabación
El proceso de grabación de «Killer Queen» se realizó entre julio y septiembre de 1974, durante las sesiones de grabación de Sheer Heart Attack. Mercury compuso primero la letra y luego la música en un piano, y durante una entrevista con Melody Maker comentó sobre la canción:

«Bueno, de hecho, escribí 'Killer Queen' en una noche. No es por presumir, pero creo que es la canción que más encaja con el álbum. Sin embargo, canciones como 'The March of the Black Queen' me tomaron siglos. Siento que en cada canción debo dar todo, no ser autoindulgente, pero con 'Killer Queen' sucedió que empecé a escribirla un sábado a la noche y a la mañana siguiente seguí trabajando y ya la tenía. Fue genial. Algunas canciones vienen solas, pero otras hay que irlas a buscar. Como banda, somos bastante particulares. No conocemos las medias tintas, soy muy duro conmigo mismo. Si creo que una canción no es adecuada, entonces la descarto. Soy muy delicado y complicado, como esta canción».

«Killer Queen» fue grabada y producida en los estudios Rockfield en Gales. La mezcla estuvo a cargo de Roy Thomas Baker, quien superpuso las cintas para lograr el efecto campana del solo de May. Como había estado enfermo de hepatitis, primero se grabaron las partes correspondientes a los otros instrumentos y se agregó la guitarra al final. Además del piano de cola, Mercury toco un piano vertical que era marca Chapel según el fotógrafo Peter Hince, quien acompañó a la banda.

## Estructura

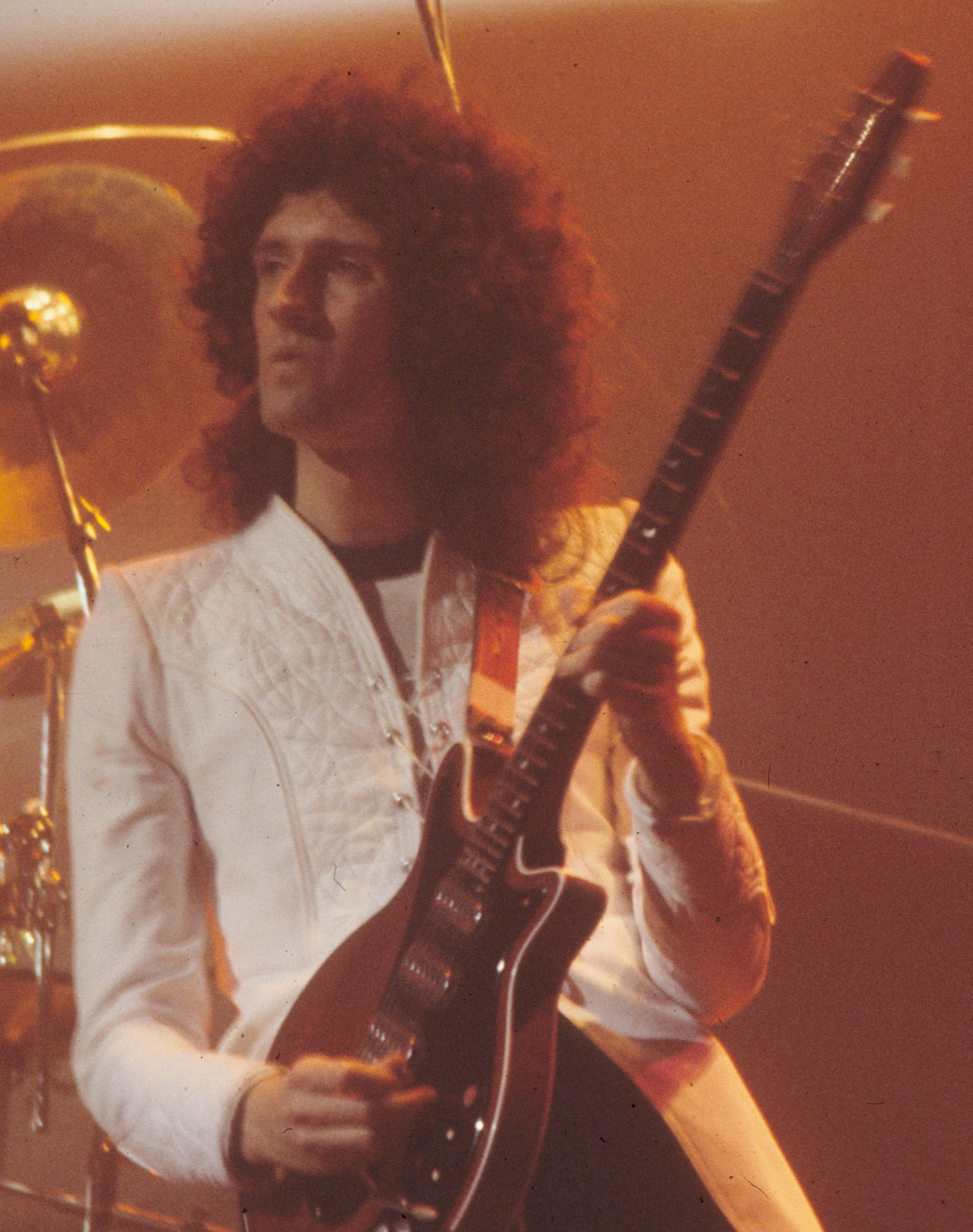
El guitarrista Brian May estuvo enfermo de hepatitis durante las sesiones de grabación de Sheer Heart Attack.

La canción comienza con una serie de chasquidos de dedos hasta que hace su aparición la voz de Mercury acompañada por unos acordes de piano. A los 11 segundos hacen su entrada los coros grabados por May y Taylor y varios segundos más tarde, la batería. En el minuto 1:13 se escucha una escala descendente en el bajo eléctrico interpretada por Deacon. En el minuto 1:25 comienza el solo de guitarra, cuyo efecto de voces superpuestas puede apreciarse completamente unos segundos más tarde. Aproximadamente en el minuto 2:40, la canción comienza a disminuir la intensidad hasta finalizar por completo en el minuto 2:59. 
Sobre los complicados arreglos de esta canción, Ecos del Rock escribió: «Este tema marca un estilo con los arranques de guitarra de Brian [May], las campanitas y algunos efectillos [...] se merece todo el respeto para estar entre los grandes éxitos de la banda». En 2008, la entrevista Q, May declaró que: «Es una canción de pop perfecta y una de las mejores canciones de Freddie. Está bellamente construida y contiene uno de los solos de los que más orgulloso estoy». Mercury comentó durante una entrevista con NME que «la gente está acostumbrada al hard rock y a la música enérgica de Queen, [en este sencillo] esperarías que cante Noel Coward. Es uno de esos sombreros de hongo [que no esperarías] que Coward los usara». Además, la canción recibió influencias de The Beatles. Deacon comentó en 1979 sobre el cambio en el estilo de la banda:

«Tal vez el mayor factor que hizo que nuestra música se volviera menos pesada que en los comienzos fue el interés de Freddie por el piano, instrumento que usa como base para componer canciones regularmente. 'Liar' se escribió en guitarra y posee un estilo cercano al hard rock, en oposición a 'Killer Queen'. Freddie vive rodeado de muebles y decoración japonesa y pianos de cola, por lo que es normal que componga allí».

Su letra cuenta la historia de una mujer de clase alta que trabaja como prostituta. Para desmentir los rumores que indicaban que la canción habla sobre Jacqueline Kennedy, el cantante dijo que: «[Es sobre] una mujer rica. Trato de decir que las personas como ella también pueden ser prostitutas, no hay que guiarse por los prejuicios. Ese es el tema de la canción, pero prefiero que la gente la escuche y que saque sus propias conclusiones». La referencia a las geishas en el verso "Met a man from China went down to Geisha Minah" ("Conoció a un hombre de la China, se volvió una geisha") se debe a que el cantante admiraba profundamente a la cultura japonesa. Por su parte, la referencia a María Antonieta en el verso "Let them eat cake, she says, just like Marie Antoinette" ("Déjalos comer pastel dice, como María Antonieta") se debe una leyenda que indica que esta Reina pronunció la frase después de escuchar que el pueblo francés le dijo que no tenían pan para saciar su hambre. Sin embargo, aquí se usa para indicar el alto precio que exige la prostituta.

## Lanzamiento como sencillo

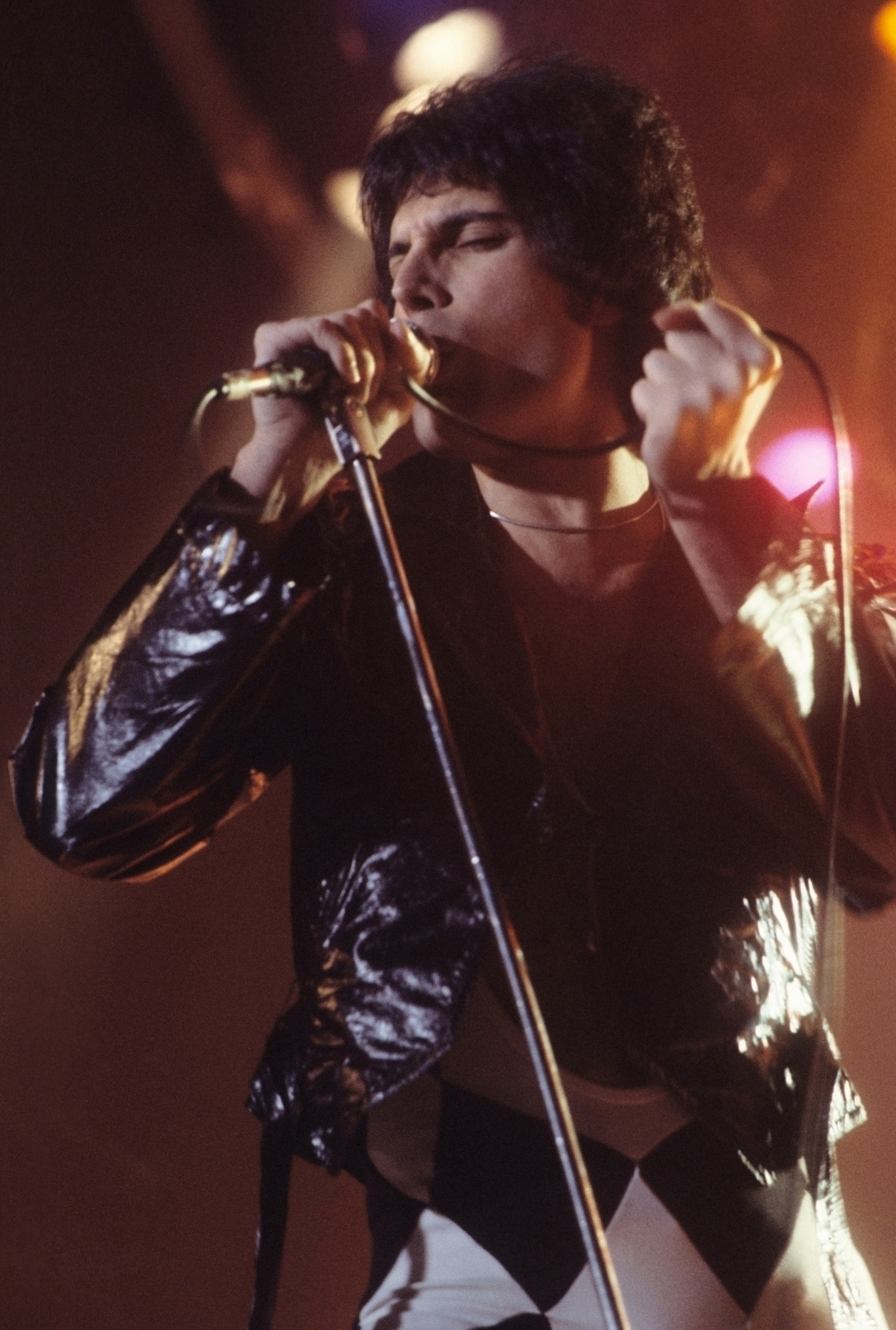
Freddie Mercury, el autor de la canción, durante una presentación en vivo.

«Killer Queen» salió a la venta como sencillo por primera vez el 11 de octubre de 1974 en formato de siete pulgadas, con doble lado A, incluyendo a «Flick of the Wrist», una canción cuya melodía presenta complejos arreglos corales. En 1984, volvió a salir a la venta, con «You're My Best Friend» como lado B y en 1986 figuró como lado B del sencillo «Who Wants To Live Forever». La versión reeditada de 1988, en formato CD posee dos lados B: «Flick of the Wrist» y «Brighton Rock», donde Mercury canta en falsete y May interpreta un solo de guitarra de casi un minuto de duración. En 1995, apareció como lado B del segundo CD del sencillo «Heaven For Everyone».
La carátula del sencillo que salió primero a la venta en el Reino Unido y en Francia consiste en una foto de los cuatro integrantes del grupo vestidos de blanco sobre un fondo del mismo color. Se ve a May más alto que al resto y a Mercury cubriendo su cara con una parte de su traje, mientras que el título «Killer Queen» está escrito en verde. Una foto similar puede apreciarse en la portada interior del segundo álbum de estudio de la banda, Queen II. Otras versiones presentan la misma imagen que la portada de Sheer Heart Attack o la del sencillo «Keep Yourself Alive». Sobre el lanzamiento de la canción, Mercury afirmó que:

«Estamos muy orgullosos de esta canción. Era tan solo uno de los temas que escribimos para el álbum, no fue compuesto para ser un sencillo. Simplemente, escribí unas cuantas canciones para Sheer Heart Attack y cuando acabé de escribir[la] y grabarla, descubrimos que era un sencillo muy potente. Realmente lo era. Por entonces, era algo muy impropio de Queen. Fue otro riesgo que asumimos, pero, ¿sabes?, cada riesgo que asumimos hasta entonces nos dio buenos resultados».

## Video musical
El video promocional de «Killer Queen» se filmó a finales de 1974 en los estudios Rockfield en Gales y fue transmitido por televisión por primera vez en el programa Top of the Pops el 27 de diciembre de 1974. En él, se puede ver a los miembros de la banda interpretando la canción en un estudio lleno de luces y humo.
Pueden apreciarse planos tomados desde diversas angulaciones, un plano detalle de las manos de May y Deacon tocando sus instrumentos, primeros planos de la cara de Mercury y planos medios de Taylor tocando la batería. Existen dos versiones de este videoclip, cada uno con tomas diferentes, pero con los ángulos de cámara muy similares.

## Recepción

### Respuesta de la crítica
En términos generales, la canción recibió buena crítica. La crítica de Allmusic comentó: «'Killer Queen' [es] la mejor incursión de [Mercury] en el campo del vodevil». Cris Jones, crítico de la BBC, dijo que «consiste en tres minutos de perfección». Dominique Leone, de Ground and Sky escribió: «'Killer Queen' fue el primer éxito internacional de la banda [...]. La parte vocal se intensificó y la letra de Mercury es inteligente. Además, se vislumbra la primera aproximación al estilo vodevil [...] que acompañaría a la banda hasta The Game en 1980». El sitio web especializado Prog Archives mencionó que: «[La letra] poco importa en una canción tan buena como el mejor material de David Bowie, Elton John, Brian Wilson, Ray Davies o The Beatles. Las ambigüedades que expresa, los juegos de palabras y May, cuando araña las cuerdas de su guitarra durante el verso 'Playful as a pussy cat' ('Juguetona como una gatita') son una verdadera delicia». Por su parte, la crítica de Sound on Sound comentó que «Freddie Mercury protagoniza [la canción] como un cantante de rock experimentado y la música de fondo, aunque en ocasiones es muy complicada, es lo suficientemente fuerte y clara». La revista Mojo destacó la participación de la guitarra de May en 'Killer Queen' con la frase: «[Pese a la hepatitis] sus intrincados arreglos con varias capas armónicas son brillantes».
«Killer Queen» recibió varios premios. A su autor se le entregó el Premio Ivor Novello por el mejor sencillo y también el Premio Golden Lion en la misma categoría. Además, la revista Record Mirror le otorgó el segundo premio al sencillo del año en 1975. En 2005, la radio australiana Triple M elaboró una lista de las canciones más transmitidas en dicho año, y la canción fue ubicada en el puesto 809 de la misma. El 1 de noviembre de 1974 recibió el Disco de Plata otorgado por la British Phonographic Industry en el Reino Unido.

### Impacto cultural
En 2002, el comediante inglés Ben Elton, en colaboración con May y Taylor, compuso un musical basado en canciones de Queen, titulado We Will Rock You y estrenado en el Dominion Theatre de Londres. Su producción estuvo a cargo de Robert De Niro y más tarde se extendió a Madrid y Barcelona en España; Australia, Alemania, Austria, Japón, Corea del Sur, Rusia, Nueva Zelanda, entre otras regiones. El musical describe una rebelión de adolescentes que desean escuchar rock en vez de la popular música pop generada por computadoras que existe en aquel mundo. Uno de los personajes malignos que controla la industria musical en la obra se llama «Killer Queen» y es interpretado por Brenda Edwards. Además, la canción es interpretada en el musical de Sean Bovim Queen at the Ballet, un tributo a Mercury en el cual los actores bailan y representan varias canciones de Queen. También figura en los videojuegos Guitar Hero, SingStar Queen, Rock Band y Rocksmith.

## Créditos
- Freddie Mercury – voz principal y coros, piano de cola, tack piano, chasqueo de dedos
- Brian May – guitarra eléctrica, coros
- Roger Taylor – batería, triángulo, campanas tubulares, coros
- John Deacon – bajo, triángulo, ferrete

## Versiones de otros artistas
Muchos artistas han hecho otras versiones de la canción, entre las cuales se cuenta la de Valensia.  La banda de rock canadiense Sum 41 realizó una versión del sencillo para un álbum tributo llamado Killer Queen: A Tribute to Queen. El vocalista Deryck Whibley comentó que eligió la canción por considerarla «la mejor de Sheer Heart Attack» y agregó que fue grabada «en solo cuatro días». Erik Paparazzi grabó otra versión del tema para su álbum Loser's Lounge tribute To Queen, lo mismo que la banda Travis. Muchas orquestas hicieron una versión de la canción, entre ellas la Orquesta Filarmónica Real. Entre la lista de artistas que han hecho una versión del tema se cuentan: Acoustic Rescue, Arid, Evil Wings, Stephen Lloyd, Penny Loaffers, Rivendel, Sugarbomb y Tourettes Lautrec. También recibe referencia como Killer Queen (キラークイーン Kirākuīn), el cual es el Stand de Yoshikage Kira, apareciendo en Diamond Is Unbreakable. 

### Versión de 5 Seconds of Summer
El día 5 de octubre de 2018, la banda australiana de pop-rock 5 Seconds of Summer lanzó una versión de la canción. La pista fue lanzada para coincidir con el lanzamiento de la película Bohemian Rhapsody. Universal Music Group lanzará 3 pistas de diferentes artistas que canalizan su Freddie Mercury interior; siendo esta versión la segunda entrega, después de «Under Pressure» de Shawn Mendes, lanzada dos semanas antes.
Según 5 Seconds of Summer, las armonías únicas de Queen, la fluidez en su composición y cómo usaron su propia musicalidad para respaldarse mutuamente siempre los ha inspirado. «Queen nos ayudó a ver el futuro de cómo queremos cantar, además de cómo tocar nuestros instrumentos», declaró la banda. Una parte de las ganancias de la portada de «Killer Queen» se donará a Mercury Phoenix Trust, fundada por Brian May y Roger Taylor de Queen, después de la muerte de Mercury, con el fin de ayudar la lucha contra el sida en todo el mundo.
Posicionamiento en listas
| País          | Listas             | Mejor posición |
| 2019          | 2019               | 2019           |
| ------------- | ------------------ | -------------- |
| Nueva Zelanda | Hot Singles (RMNZ) | 9              |

## Lista de canciones
| En formato vinilo de 7" (1974) |                                     |                 |          |  |
| N.º                            | Título                              | Escritor(es)    | Duración |  |
| 1.                             | «Killer Queen»                      | Freddie Mercury | 3:00     |  |
| 2.                             | «Flick of the Wrist» (doble lado A) | Freddie Mercury | 3:19     |  |

| En formato 7" (Relanzamiento en Japón, 1976) |                      |                 |          |  |
| N.º                                          | Título               | Escritor(es)    | Duración |  |
| 1.                                           | «Killer Queen»       |                 | 3:00     |  |
| 2.                                           | «Seven Seas of Rhye» | Freddie Mercury | 2:48     |  |

| En formato 7" (Relanzamiento en el Reino Unido, 1984) |                         |              |          |  |
| N.º                                                   | Título                  | Escritor(es) | Duración |  |
| 1.                                                    | «Killer Queen»          |              | 3:00     |  |
| 2.                                                    | «You're My Best Friend» | John Deacon  | 2:50     |  |

| En formato CD (Reedición de 1988) |                      |              |          |  |
| N.º                               | Título               | Escritor(es) | Duración |  |
| 1.                                | «Killer Queen»       |              | 3:00     |  |
| 2.                                | «Flick of the Wrist» |              | 2:49     |  |
| 3.                                | «Brighton Rock»      | Brian May    | 5:08     |  |

## Posición en listas
| «Killer Queen» | «Killer Queen» | «Killer Queen» |
| Listas (1974)  | Posición       | Referencia     |
| -------------- | -------------- | -------------- |
| Alemania       | 2              | enlace         |
| Austria        | 10             | enlace         |
| Estados Unidos | 12             | enlace         |
| Japón          | 27             | enlace         |
| Noruega        | 4              | enlace         |
| Países Bajos   | 3              | enlace         |
| Reino Unido    | 2              | enlace         |